# محمود ثنائي القلعة لي
محمود القلعة لي المعروف بمحمود الثنائي، خطاط عراقي ولد في بغداد ونشأ فيها وأخذ العلم على علماء عصره وتخرج على يد الخطاط سفيان الوهبي، وأجازهُ في الخط العربي، وهذا نص إجازته: ( أجزت السيد محمود الثنائي بأن يكتب تحت كتابته، وأنا الفقير إلى الله الغني سفيان الوهبي من خلفاء نعمان الذكائي وهو من خلفاء محمد أمين الأنسي وهو من خلفاء السيد محمود حلمي إلى أن ينتهي إلى عثمان الخطاط، حرر في سنة 1265هـ).
وكان الشيخ محمود من أقرباء الشيخ طه القلعة لي، الذي كان متولياً على جامع (القلعة)، ويقع الجامع في مبنى وزارة الدفاع القديمة في بغداد، والذي شيدهُ جدهُ الأقدم الشيخ جلال الدين بن بهاء الدين عند مجيء السلطان العثماني مراد الرابع إلى بغداد عام 1048هـ/1638م، ولقد أوقف عليه أوقافاً كثيرة، ومنه جاء لقب عائلته ب(القلعة لي)، وكانت أسرة بيت القلعة لي لهم مجلس حافل يرتاده العلماء والأدباء ويقع المجلس في محلة الميدان، في بغداد.